# Kanton Aureilhan
Kanton Aureilhan (francouzsky Canton d'Aureilhan) je francouzský kanton v departementu Hautes-Pyrénées v regionu Midi-Pyrénées. Tvoří ho čtyři obce.

## Obce kantonu
- Aureilhan
- Bours
- Chis
- Orleix